# 中国中央电视台西班牙语法语频道
中国中央电视台西班牙语·法语频道（简称西法频道或西法语频道）是中国中央电视台拥有的一条以西班牙语和法语广播的频道，该频道为中国中央电视台继中文国际频道（CCTV-4）和英语国际频道（CCTV-9）之后开播的第三条国际频道，亦为中国中央电视台开播的一条双语频道。
该频道於2004年10月1日开播（后期因央视四套更名为中文国际频道后，更名为中国中央电视台西班牙语·法语国际频道，简称西法语国际频道），以播放新闻和娱乐资讯节目为主；2007年10月1日起，该频道停播并分拆为西班牙语频道和法语频道进行播出，分拆后的西班牙语频道和法语频道均以全天24小时不间断播出。
频道采用数字压缩技术进行播出，传输信号通过泛美8号、9号、10号、银河3C和亚洲3S等卫星覆盖全球。在美國，可以透過Dish Network的884號頻道接收。
頻道的節目一般都是半小時長，內容除了新聞以外，還包括教育節目及中國製作的電視連續劇。另外，還有專門針對遊客的旅遊需知及介紹中國藝術家的節目。

## 节目
| 节目名称     | 节目类型 / 简介 / 备                           |
| ------------ | ---------------------------------------------- |
| 西班牙语     |                                                |
| 综合新闻     |                                                |
| 财经新闻     |                                                |
| 体育新闻     |                                                |
| 文化新闻     |                                                |
| 对话         |                                                |
| 记录片       |                                                |
| 交际汉语     |                                                |
| 旅游指南     |                                                |
| 外国人看中国 |                                                |
| 学做中国菜   |                                                |
| 这就是中国   |                                                |
| 中华艺苑     |                                                |
| 荧屏导视     |                                                |
| 法语         |                                                |
| 综合新闻     |                                                |
| 经济新闻     |                                                |
| 文化新闻     |                                                |
| 电视剧       | 以汉语原音广播播放中国电视剧为准并提供法文字幕 |
| 对话         |                                                |
| 纪录片       |                                                |
| 前进中的中国 |                                                |
| 文艺舞台     |                                                |